# أبو عبد الله محمد البعقوبي
أبو عبد الله محمد بن أبي المكارم الفضل بن بختيار بن أبي نصر البعقوبي المشهور بالحجة ولد في ربيع الأول من سنة 543هـ في بعقوبا.

## شيوخه
كان محمد البعقوبي شغوفاً بالعلم،ومن شوخة الذين أخذ عنهم العلم أبي إسحاق إبراهيم بن محمد بن أبي طالب وأبي طاهر المؤمل بن نصر المؤمل وابن المنى الحنبلي وابن الجوزي وأبو الفتح ابن البطي وأبو الفتح بن شاتيل وعبد القادر الجيلاني وأبو الوقت وغيرهم، والتحق بالمدارس النظامية في بغداد كمدرسة ابن قيم الجوزية ومدرسة الجيلاني والشيخ عبد المغيث الحربي.

## وفاته
توفي جمادي الأولى من سنة 617هـ في مدينة دقوقا.

## مؤلفاته
1. كتاب شرح العبادات الخمس لأبي الخطاب الكلوذاني.
2. كتاب غريب الحديث.